# Liste der geschützten Ensembles in Eppan
Die Liste der geschützten Ensembles in Eppan zeigt die 47 in der Gemeinde Eppan (italienisch Appiano), Südtirol, geschützten Ensembles.

## Liste
| Bild | Nr         | Name | Adresse                                                       | Baujahr                                                         | Projektant | Weitere Informationen |
| ---- | ---------- | --- | ------------------------------------------------------------- | --------------------------------------------------------------- | --- | --- |
|      | 01         | Ensemble Gaid |                                                               |                                                                 | | Datenblatt (PDF) Fläche 18,9 ha |
|      | 01.01      | 14-Nothelferkirche | 46° 30′ 44,6″ N, 11° 12′ 37,3″ O                              | 1638                                                            | | Die Kirche hat einen dreiseitigen Chorschluss, Gratgewölbe und eine Rechtecktür in Steinrahmung. Eintrag im Monumentbrowser auf der Website des Südtiroler Landesdenkmalamts |
|      | 01.02      | Mayrhof | 46° 30′ 45,1″ N, 11° 12′ 35,9″ O                              |                                                                 | | Ländliches Wohnhaus/Bauernhof, spätmittelalterlicher Bau. Eintrag im Monumentbrowser auf der Website des Südtiroler Landesdenkmalamts |
|      | 01.03      | Tratterhof | 46° 30′ 52,4″ N, 11° 12′ 39,3″ O                              |                                                                 | | Ländliches Wohnhaus/Bauernhof mit zwei symmetrisch angelegten Erkertürmchen. Früher im Besitz des Stiftes Wilten. Im nördlichen Erkerturm Gewölbe mit Resten von Wandmalereien. Rauchküche mit Stichkappengewölbe. Eintrag im Monumentbrowser auf der Website des Südtiroler Landesdenkmalamts |
|      | 01.04      | Saltnerhof | 46° 30′ 46,5″ N, 11° 12′ 27″ O                                |                                                                 | | Großes ländliches Wohnhaus/Bauernhof, nach Osten Erkerloggia. Zwei Sonnenuhren. Eintrag im Monumentbrowser auf der Website des Südtiroler Landesdenkmalamts |
|      | 01.05      | Tinnerhof | 46° 31′ 1,3″ N, 11° 12′ 15,3″ O                               |                                                                 | | Ländliches Wohnhaus/Bauernhof Eintrag im Monumentbrowser auf der Website des Südtiroler Landesdenkmalamts |
|      | 01.06      | Kultur- und Waldfläche im Bereich der Höfe, einschließlich sämtlicher Bauten |                                                               |                                                                 | | |
|      | 02         | Ensemble Perdonig |                                                               |                                                                 | | Datenblatt (PDF) Fläche 2,9 ha |
|      | 02.01      | Wieserhof |                                                               |                                                                 | | |
|      | 02.02      | Kirche zum Hl. Vigilius | 46° 29′ 52,8″ N, 11° 13′ 44,6″ O                              | 1799                                                            | | Eintrag im Monumentbrowser auf der Website des Südtiroler Landesdenkmalamts |
|      | 02.03      | Widum |                                                               | 1799                                                            | | |
|      | 02.03      | Friedhof |                                                               |                                                                 | | |
|      | 02.04      | Abschnitt vom Perdonigerweg samt Bildstock und Wegkreuz am Straßensaum |                                                               |                                                                 | | Eintrag im Monumentbrowser auf der Website des Südtiroler Landesdenkmalamts |
|      | 02.05      | Kultur- und Waldflächen im Bereich des Siedlungskerns, einschließlich sämtlicher Bauten. |                                                               |                                                                 | | |
|      | 03         | Ensemble Hocheppan |                                                               |                                                                 | | Datenblatt (PDF) Fläche 14,6 ha |
|      | 03.01      | Burg Hocheppan und Burghügel | 46° 29′ 33,9″ N, 11° 14′ 31,7″ O                              | zweite Hälfte des 12. Jahrhunderts                              | | Die Überreste der Burganlage Hocheppan, stellt ein bedeutendes Zeugnis des mittelalterlichen Tiroler Burgenbaues dar und gibt Aufschluss über die damalige Machtposition der Grafen von Eppan. Wesentlicher Bestandteil ist die bestens erhaltene Burgkapelle Hocheppan mit ihren wertvollen romanischen Fresken. Eintrag im Monumentbrowser auf der Website des Südtiroler Landesdenkmalamts           |
|      | 03.02      | Kreideturm und Burghügel | 46° 29′ 44,4″ N, 11° 14′ 33,6″ O                              | um 1200                                                         | | |
|      | 03.03      | Umliegendes Wald und Wiesengelände |                                                               |                                                                 | | |
|      | 03.04      | Ruine |                                                               |                                                                 | | |
|      | 04         | Ensemble Hocheppaner Weinhöfe |                                                               |                                                                 | | Datenblatt (PDF) Fläche: 4,5 ha |
|      | 04.01      | Pichlhof |                                                               |                                                                 | | |
|      | 04.02      | Unterhausen |                                                               |                                                                 | | |
|      | 04.03      | Oberhausen |                                                               |                                                                 | | |
|      | 04.04      | Kulturfläche im Bereich der Höfe, einschließlich sämtlicher Bauten |                                                               |                                                                 | | |
|      | 05         | Ensemble Unterrain |                                                               |                                                                 | | Datenblatt (PDF) Fläche: 1,2 ha |
|      | 05.01      | St. Nikolauskirche mit angebautem Hof | 46° 29′ 28,8″ N, 11° 15′ 35,1″ O                              | 1512                                                            | | Spätgotische Kirche mit geradem Chorschluss. Das Spitzbogenportal in profilierter Steinrahmung stammt aus dem 17. Jahrhundert. Eintrag im Monumentbrowser auf der Website des Südtiroler Landesdenkmalamts |
|      | 05.02      | Gasthof „Zum Zoll“ | 46° 29′ 29,4″ N, 11° 15′ 33,6″ O                              | 17. Jahrhundert                                                 | | Das Zollhaus ist ein dreigeschossiger Renaissancebau mit Rustikator, Doppelbogenfenster mit Rosettendekor und polygonalem Eckerker. Eintrag im Monumentbrowser auf der Website des Südtiroler Landesdenkmalamts |
|      | 05.03      | Ansitz Hungerhausen | 46° 29′ 30″ N, 11° 15′ 32,3″ O                                | 16. Jahrhundert                                                 | | Zweigeschossiger Bau mit offenem Giebel und abgewalmtem Dach. Eintrag im Monumentbrowser auf der Website des Südtiroler Landesdenkmalamts |
|      | 05.04      | Gabelung Unterrainerstraße / Pillhofstraße mit umliegenden Bauten und Obstgärten |                                                               |                                                                 | | |
|      | 06         | Ensemble Etschgraben und Damwege |                                                               |                                                                 | | Datenblatt (PDF) Fläche: 6,5 ha |
|      | 07         | Ensemble Missian – Kirchhügel |                                                               |                                                                 | | Datenblatt (PDF) Fläche: 3 ha |
|      | 07.01      | Historischer Ortskern südwestlich der Schule |                                                               |                                                                 | | |
|      |            | St. Apolonia in Missian | 46° 29′ 1,4″ N, 11° 15′ 17,2″ O                               | 1841–1843                                                       | | Die Kirche wurde anstelle des gotischen Vorgängerbaus in klassizistischen Stilformen errichtet. Eintrag im Monumentbrowser auf der Website des Südtiroler Landesdenkmalamts |
|      |            | Hueber | Stadel 1696                                                   | 46° 29′ 2,6″ N, 11° 15′ 16,6″ O                                 | | Bauernhof, bei dem das Wohnhaus und der Stadel mit einem Hoftorbogen verbunden sind. Eintrag im Monumentbrowser auf der Website des Südtiroler Landesdenkmalamts |
|      |            | Kohlhof | 46° 29′ 4,2″ N, 11° 15′ 15,2″ O                               |                                                                 | | Großes ländliches Wohnhaus/Bauernhof. Im Erdgeschoss Kellerräume mit Tonnengewölbe. Im ersten Stock Mittelsaal mit Kreuzgratgewölbe und sandsteingerahmten Rechtecktüren. Eintrag im Monumentbrowser auf der Website des Südtiroler Landesdenkmalamts |
|      | 07.02      | Schule |                                                               |                                                                 | | |
|      | 07.03      | Rebanlagen an den Abhängen des Hügels |                                                               |                                                                 | | |
|      | 08         | Ensemble Missian |                                                               |                                                                 | | Datenblatt (PDF) Fläche: 2 ha |
|      | 08.01      | Abschnitt des Missianerweges mit anliegenden Höfen und zugehörigen Anbauflächen |                                                               |                                                                 | | Es handelt sich um einzelne Höfe (vornehmlich Weinhöfe) entlang des Missianerweges in der Nähe des Zentrums. |
|      |            | Oberer Dornhof | 46° 29′ 12,5″ N, 11° 15′ 17,2″ O                              |                                                                 | | Ländliches Wohnhaus/Bauernhof, ausgedehnte Hofanlage Eintrag im Monumentbrowser auf der Website des Südtiroler Landesdenkmalamts |
|      |            | Unterer Dornhof |                                                               |                                                                 | | |
|      | 09         | Ensemble Weißenbach |                                                               |                                                                 | | Datenblatt (PDF) Fläche: 4 ha |
|      | 09.01      | Abschnitt des Weißenbaches |                                                               |                                                                 | | |
|      | 09.02      | Höfe und zugehörige Anbaufläche beidseitig des Baches |                                                               |                                                                 | | |
|      |            | Firmaleinhof | 46° 28′ 48,5″ N, 11° 14′ 52,3″ O                              | 1912 umgebaut und erhöht.                                       | | Mittelalterliche Hofanlage Eintrag im Monumentbrowser auf der Website des Südtiroler Landesdenkmalamts |
|      |            | Missianer Straße 15 | 46° 28′ 47,6″ N, 11° 15′ 2,3″ O                               |                                                                 | | Zweigeschossiger ländlicher Weinhof, an der Fassade Madonnenbild in Stuckrahmen. Eintrag im Monumentbrowser auf der Website des Südtiroler Landesdenkmalamts |
|      | 10         | Ensemble Nussbaumer |                                                               |                                                                 | | Datenblatt (PDF) Fläche: 0,9 ha |
|      | 10.01      | Abschnitt des Nussbaumerweges mit anliegenden Höfen und zugehörigen Anbauflächen. |                                                               |                                                                 | | |
|      |            | Missianer Straße 12 | 46° 28′ 48,1″ N, 11° 15′ 14,1″ O                              | Im 17. Jahrhundert umgebaut                                     | | Eintrag im Monumentbrowser auf der Website des Südtiroler Landesdenkmalamts |
|      |            | Nußbamer Hof | 46° 28′ 45,9″ N, 11° 15′ 16,2″ O                              |                                                                 | | |
|      | 11         | Ensemble Frangart |                                                               |                                                                 | | Datenblatt (PDF) Fläche: 3,2 ha |
|      | 11.01      | Historischer Ortskern |                                                               |                                                                 | | |
|      | 11.02      | Pfarrkirche St. Josef | 46° 28′ 41,6″ N, 11° 17′ 48,2″ O                              | 1894/95                                                         | Johann Huber nach Plänen von Ferdinand Mungenast | Die Kirche wurde im gotisierenden Stil errichtet. An der Ostseite befindet sich eine Seitenkapelle. Wandgemälde von Albert Stolz, 1936. Eintrag im Monumentbrowser auf der Website des Südtiroler Landesdenkmalamts |
|      | 11.03      | Schule |                                                               |                                                                 | | |
|      | 11.04      | Umliegendes Landwirtschaftsgebiet |                                                               |                                                                 | | |
|      | 11.05      | Abschnitt der Siegmundskronerstraße und der Sepp-Kerschbaumer-Straße |                                                               |                                                                 | | |
|      |            | Pfarrwidum | 46° 28′ 19,3″ N, 11° 15′ 43,6″ O                              |                                                                 | | Spätgotisches Widum, nach Norden jüngerer Anbau. Eintrag im Monumentbrowser auf der Website des Südtiroler Landesdenkmalamts |
|      |            | Plankeiner (Bernhard) | 46° 28′ 37,4″ N, 11° 17′ 48,6″ O                              |                                                                 | | Eintrag im Monumentbrowser auf der Website des Südtiroler Landesdenkmalamts |
|      | 12         | Ensemble Altenburg |                                                               |                                                                 | | Datenblatt (PDF) Fläche: 7,9 ha |
|      | 12.01      | Altenburg | 46° 28′ 10,2″ N, 11° 16′ 4,8″ O                               |                                                                 | | Reste einer hochmittelalterlichen Burganlage. Turm zu einem Wohnhaus umgebaut. Vermutlich Überrest der ursprünglichen Burg „Eppan“. Eintrag im Monumentbrowser auf der Website des Südtiroler Landesdenkmalamts |
|      | 12.02      | Schloss Warth | 46° 28′ 14,2″ N, 11° 16′ 8,4″ O                               |                                                                 | | Im Bergfried Raum mit Balkendecke und Quadermalerei mit Zinnenkranz. Fenster mit Seitensitzen und Zierbordüren aus dem 14. Jahrhundert. Stubengetäfel von 1613. Eintrag im Monumentbrowser auf der Website des Südtiroler Landesdenkmalamts |
|      | 12.03      | Burghügel |                                                               |                                                                 | | Der Burghügel unterliegt einer besonderen Landschaftsschutzbindung (Bannzone). Weiteres sind Teile des Hügels als Schutzgebiet von archäologischem Interesse ausgewiesen. |
|      | 13         | Ensemble St. Pauls – Paulser Platz |                                                               |                                                                 | | Datenblatt (PDF) Fläche 1,4 ha |
|      | 13.01      | Paulser Platz samt Brunnen und alter Friedhofsmauer |                                                               |                                                                 | | |
|      | 13.02      | Pfarrkirche | 46° 28′ 20,1″ N, 11° 15′ 41,2″ O                              | Vom 15. Jahrhundert bis 1647 vollendet.                         | | Eintrag im Monumentbrowser auf der Website des Südtiroler Landesdenkmalamts |
|      | 13.03      | Pfarrwidum | 46° 28′ 19,3″ N, 11° 15′ 43,6″ O                              | 17. Jahrhundert                                                 | | Dreigeschossiger Widum, im Kern spätgotisches Mauerwerk. Fresken an der Westfront. Eintrag im Monumentbrowser auf der Website des Südtiroler Landesdenkmalamts |
|      | 13.04      | Randbebauung am Platz einschließlich der Eckgebäude an der Paulser Straße, der Unterreiner Straße und des St.-Justina-Weges                                                                                               |                                                               |                                                                 | | |
|      |            | Gasthof Schwarzer Adler | 46° 28′ 19,7″ N, 11° 15′ 39,5″ O                              |                                                                 | | Eintrag im Monumentbrowser auf der Website des Südtiroler Landesdenkmalamts |
|      |            | St.-Justina-Weg 2 | 46° 28′ 20,6″ N, 11° 15′ 38,7″ O                              |                                                                 | | Eintrag im Monumentbrowser auf der Website des Südtiroler Landesdenkmalamts |
|      |            | Mesnerhaus | 46° 28′ 21,3″ N, 11° 15′ 42,6″ O                              |                                                                 | | Städtisches Wohnhaus, im zweiten Obergeschoss zwei Räume mit Stuckdecken. Eintrag im Monumentbrowser auf der Website des Südtiroler Landesdenkmalamts |
|      |            | Paulser Straße 1 | 46° 28′ 19,3″ N, 11° 15′ 40,1″ O                              |                                                                 | | Dreigeschossiges Wohnhaus mit abgewalmtem Dach sowie einem Rundbogenportal mit Quadern, am Scheitel Wappenschild. Eintrag im Monumentbrowser auf der Website des Südtiroler Landesdenkmalamts |
|      |            | Platzbauer | Platz 19 46° 28′ 19,2″ N, 11° 15′ 40,9″ O                     | 17. Jahrhundert                                                 | | Ländliches Wohnhaus, unregelmäßiger Bau, im Kern spätgotisch. Auf Konsolen vorspringender Hausteil mit vier Rechteckfenstern. Eintrag im Monumentbrowser auf der Website des Südtiroler Landesdenkmalamts |
|      |            | Platz 6–9 | 46° 28′ 20,5″ N, 11° 15′ 39,9″ O                              |                                                                 | | Das städtische Wohnhaus ist ein dreigeschossiger Eckbau, im Kern spätgotisch. Eintrag im Monumentbrowser auf der Website des Südtiroler Landesdenkmalamts |
|      | 14         | Ensemble St. Pauls – Oberdorf |                                                               |                                                                 | | Datenblatt (PDF) Fläche: 4 ha |
|      | 14.01      | Abschnitt der Paulsner Straße mit beidseitiger Bebauung |                                                               |                                                                 | | |
|      |            | Bildstock | 46° 28′ 15,2″ N, 11° 15′ 40,7″ O                              | 1627                                                            | | Bildstock mit Inschrift am Sockel. Aufsatz mit Rundbogennischen und Reliefs. Eintrag im Monumentbrowser auf der Website des Südtiroler Landesdenkmalamts |
|      |            | Gasthof zum Guten Tropfen | 46° 28′ 18,9″ N, 11° 15′ 37,9″ O                              | 17. Jahrhundert                                                 | | Eintrag im Monumentbrowser auf der Website des Südtiroler Landesdenkmalamts |
|      |            | Paulser Straße 5 | 46° 28′ 18,8″ N, 11° 15′ 39,6″ O                              | Um 1500                                                         | | Ländliches Wohnhaus mit vorspringenden Sohlbänken, an der südlichen drei Wappen in Relief. Eintrag im Monumentbrowser auf der Website des Südtiroler Landesdenkmalamts |
|      |            | Paulser Dorfkeller | Paulser Straße 06–10 46° 28′ 17,8″ N, 11° 15′ 38,2″ O         |                                                                 | | Das Gebäude hat auf beiden Seiten eine Hofmauer mit Zinnen und je einem steingerahmten Rundbogentor. Eintrag im Monumentbrowser auf der Website des Südtiroler Landesdenkmalamts |
|      |            | Altes Zollhaus | Paulser Straße 12–14 46° 28′ 17″ N, 11° 15′ 38″ O             |                                                                 | | Städtisches Wohnhaus, traufständiger Bau mit spätgotischem Kern. Rundbogige Haustür mit abgefaster Steinrahmung, daneben Ladenöffnung mit Steinbank. Bis 1726 in der Funktion einer landesfürstlichen Zollstätte. Eintrag im Monumentbrowser auf der Website des Südtiroler Landesdenkmalamts |
|      |            | Paulser Straße 15–19 | 46° 28′ 17,1″ N, 11° 15′ 38,8″ O                              | 1799                                                            | | Breites städtisches Wohnhaus mit Viereckerker auf Volutenkonsolen. Die Rundbogentür hat am Scheitel ein Wappen. In der Hofmauer Rustikator mit Zinnen. Eintrag im Monumentbrowser auf der Website des Südtiroler Landesdenkmalamts |
|      |            | Paulser Straße 16–18 | 46° 28′ 16,6″ N, 11° 15′ 37,8″ O                              |                                                                 | | Dreigeschossiges städtisches Wohnhaus mit steingerahmten Fenstern. Eintrag im Monumentbrowser auf der Website des Südtiroler Landesdenkmalamts |
|      |            | Paulser Straße 20 | 46° 28′ 16″ N, 11° 15′ 37,8″ O                                |                                                                 | | Mittelalterliches städtisches Wohnhaus, dreigeschossig, mit hohem Steildach. Die Fenster zum Teil erneuert. Eintrag im Monumentbrowser auf der Website des Südtiroler Landesdenkmalamts |
|      |            | Scherer | Paulser Straße 22 46° 28′ 15,1″ N, 11° 15′ 37,4″ O            |                                                                 | | Langgezogenes, zweigeschossiges, ländliches Wohnhaus mit abgewalmtem Dach. Rundbogentor in Sandsteinrustika mit Wappen aus dem Jahr 1668, oberhalb Mauernische mit Marienbild. Im ersten Stock zwei Fenster mit spätgotischer Leibung. Eintrag im Monumentbrowser auf der Website des Südtiroler Landesdenkmalamts                                                                                      |
|      | 15         | Ensemble St. Pauls – Unterdorf |                                                               |                                                                 | | Datenblatt (PDF) Fläche: 2,1 ha |
|      | 15.01      | Abschnitt der Unterrainer Straße mit beidseitiger Bebauung |                                                               |                                                                 | | |
|      |            | Unterrainer Straße 2–4 | 46° 28′ 21,7″ N, 11° 15′ 41,2″ O                              |                                                                 | | Dreigeschossiges städtisches Wohnhaus mit steingerahmtem Rundbogentor. Zwei dreiseitige Erker, an südlicher Nische mit Kreuzigungsbild. Eintrag im Monumentbrowser auf der Website des Südtiroler Landesdenkmalamts |
|      |            | Unterrainer Straße 7–9 | 46° 28′ 22,1″ N, 11° 15′ 40,5″ O                              |                                                                 | | Traufständiges städtisches Wohnhaus mit großem Rustikator, am Keilstein leere Wappenkartusche. Eintrag im Monumentbrowser auf der Website des Südtiroler Landesdenkmalamts |
| \|   | Franzinhof | Unterrainer Straße 10–12 46° 28′ 22,7″ N, 11° 15′ 41,3″ O | 17. Jahrhundert.                                              |                                                                 | Zweigeschossiges städtisches Wohnhaus mit Doppelbogenfenstern, Erker und Rundbogentor. Wandgemälde (St. Florian, Sebastian, Wappen der Herren von Franzin) Eintrag im Monumentbrowser auf der Website des Südtiroler Landesdenkmalamts | |
|      |            | Ansitz Altenburg | Unterrainer Straße 11–13 46° 28′ 22,8″ N, 11° 15′ 40,3″ O     | 17. Jahrhundert 1583 Torüberschrift                             | | Dreigeschossiges städtisches Wohnhaus mit steingerahmten Fenstern in Rechteck und Doppelbogenform Eintrag im Monumentbrowser auf der Website des Südtiroler Landesdenkmalamts |
|      |            | Unterrainer Straße 16 | 46° 28′ 23,8″ N, 11° 15′ 41,5″ O                              | im 17. Jahrhundert umgebaut                                     | | Spätmittelalterliches Wohnhaus. Fassade mit spätgotischem doppelgeschossigem Viereckerker, rundbogiges Hoftor. Eintrag im Monumentbrowser auf der Website des Südtiroler Landesdenkmalamts |
|      |            | Unterrainer Straße 17 | 46° 28′ 24″ N, 11° 15′ 40,8″ O                                |                                                                 | | Zweigeschossiges städtisches Wohnhaus mit offenem Giebel. Spätgotisches Mauerwerk mit tiefen Fensterleibungen und abgefasten Kanten. Dreiseitiger Erker. Eintrag im Monumentbrowser auf der Website des Südtiroler Landesdenkmalamts |
|      |            | Unterrainer Straße 19 | 46° 28′ 24,6″ N, 11° 15′ 40,5″ O                              |                                                                 | | Zweigeschossiges ländliches Wohnhaus/Bauernhof mit abgewalmtem Dach. Im Erdgeschoss erneuerte Fensteröffnungen, im ersten Stock profilierte Steinrahmen. Der spätmittelalterliche Baubestand wurde im 17. Jahrhundert verändert. Eintrag im Monumentbrowser auf der Website des Südtiroler Landesdenkmalamts                                                                                            |
|      |            | Schreckenstein | Unterrainerstraße 20 46° 28′ 25,1″ N, 11° 15′ 41,2″ O         |                                                                 | | Dreigeschossiges städtisches Wohnhaus mit steingerahmten Rechteckfenstern. Eintrag im Monumentbrowser auf der Website des Südtiroler Landesdenkmalamts |
|      |            | Unterrainer Straße 30 | 46° 28′ 26,6″ N, 11° 15′ 39,6″ O                              |                                                                 | | Städtisches Wohn- und Wirtschaftsgebäude, dazwischen Rundbogentor in Steinrahmung. Am Wohnhaus dreiseitiger Erker, am Giebel Okuli. Eintrag im Monumentbrowser auf der Website des Südtiroler Landesdenkmalamts |
|      |            | Unterrainer Straße 32 | 46° 28′ 28″ N, 11° 15′ 38,7″ O                                | 17. Jahrhundert                                                 | | Städtisches Wohnhaus mit hohem Rundbogentor, Doppelbogenfenster, Polygonalerker. Eintrag im Monumentbrowser auf der Website des Südtiroler Landesdenkmalamts |
|      | 16         | Ensemble St. Pauls – St.-Justina-Weg |                                                               |                                                                 | | Datenblatt (PDF) Fläche: 0,5 ha |
|      | 16.01      | Abschnitt des St.-Justina-Weges mit anliegender Bebauung |                                                               |                                                                 | | |
|      |            | Gasshuberhof | St.-Justina-Weg 20 46° 28′ 20,7″ N, 11° 15′ 33,5″ O           | Jahreszahl 1600 am Keilstein                                    | | Typischer Überetscher Weinhof mit Krüppelwalmdach. Fenster in tiefen Leibungen, zum Teil vergittert. Am Keilstein befindet sich ein Wappen. Eintrag im Monumentbrowser auf der Website des Südtiroler Landesdenkmalamts |
|      | 17         | Ensemble St. Pauls – Friedhof |                                                               |                                                                 | | Datenblatt (PDF) Fläche: 0,5 ha |
|      | 17.01      | Friedhof | 46° 28′ 14,9″ N, 11° 15′ 47,6″ O                              |                                                                 | | Einheitliche Anlage aus der zweiten Hälfte des 16. Jahrhunderts mit Rundbogenarkaden. Arkadenerweiterung, Ende 19. Jahrhundert. Eintrag im Monumentbrowser auf der Website des Südtiroler Landesdenkmalamts |
|      | 17.02      | Friedhofskirche St. Luzia | 46° 28′ 13,4″ N, 11° 15′ 47,2″ O                              |                                                                 | | Fassadentürmchen mit Pyramidendach, polygonaler Chorschluss, Kreuzgratgewölbe, Renaissanceportal und Spitzbogenfenster. Wandgemälde (Wappen, gemalte Epitaphien), um 1590. Eintrag im Monumentbrowser auf der Website des Südtiroler Landesdenkmalamts |
|      | 18         | Ensemble St. Pauls – Mariengarten |                                                               |                                                                 | | Datenblatt (PDF) Fläche: 3,2 ha |
|      | 18.01      | Zisterzienserinnenkloster Mariengarten, einschließlich Park, Garten, Weinbaufläche und neue Hofgebäude | 46° 28′ 14,4″ N, 11° 15′ 54,1″ O                              | 1189 urkundlich erwähnt                                         | Joseph Munggenast | Der ursprüngliche Hof Blaze (Curtis Blazes) gelang in den Besitz des Stiftes Wilten. Später wurde er herrschaftlicher Ansitz Eppaner Adelsfamilien und zuletzt Zisterzienserinnenkloster mit Mädchenschule und -internat in dessen Funktion es heute noch steht. Eintrag im Monumentbrowser auf der Website des Südtiroler Landesdenkmalamts                                                            |
|      | 19         | Ensemble St. Justina |                                                               |                                                                 | | Datenblatt (PDF) Fläche: 6,9 ha |
|      | 19.01      | Kirche und Benefiziatenhaus St. Justina samt vorbeiführende Wege |                                                               |                                                                 | | |
|      |            | St.-Justina-Kirche | 46° 28′ 18,3″ N, 11° 15′ 3,9″ O                               | Mitte 17. Jahrhundert                                           | | Die ursprünglich romanische Kirche mit Rundapsis wurde 1645–49 vergrößert. Eintrag im Monumentbrowser auf der Website des Südtiroler Landesdenkmalamts |
|      |            | Benefiziatenhaus in St. Justina | 46° 28′ 17,8″ N, 11° 15′ 4,3″ O                               | Ende 16. Jahrhundert                                            | | Ehemaliger Wohnsitz der Priester von Perdonig. Eintrag im Monumentbrowser auf der Website des Südtiroler Landesdenkmalamts |
|      | 20         | Ensemble Freudenstein |                                                               |                                                                 | | Datenblatt (PDF) Fläche: 10,2 ha |
|      | 20.01      | Schloss Freudenstein | 46° 27′ 46,8″ N, 11° 14′ 50,4″ O                              | 13. Jahrhundert                                                 | | Die Burganlage wurde im 16. und 17. Jahrhundert erweitert und umgebaut und in den 1960er Jahren renoviert. Eintrag im Monumentbrowser auf der Website des Südtiroler Landesdenkmalamts |
|      | 20.02      | St.-Andreas-Kapelle | 46° 27′ 44,8″ N, 11° 14′ 51″ O                                | 1519                                                            | | Wurde anstelle einer vorbestehenden mittelalterlichen Kapelle im spätgotischen Stil errichtet. Eintrag im Monumentbrowser auf der Website des Südtiroler Landesdenkmalamts |
|      | 20.03      | Burghügel |                                                               |                                                                 | | Teilweise Landwirtschaftlich genutztes Gebiet und Golfplatz. Bedeutende Aussicht auf St. Pauls, das Girlaner Plateau und das Bozner Becken. |
|      | 20.04      | Abschnitte der Bergstraße und des Matschatscher Weg mit anliegender Bebauung |                                                               |                                                                 | | |
|      |            | Matschatscher Weg 8 | 46° 27′ 43,8″ N, 11° 14′ 44,3″ O                              |                                                                 | | Langgestrecktes ländliches Wohnhaus/Bauernhof mit gewölbten Kellerräumen. Eintrag im Monumentbrowser auf der Website des Südtiroler Landesdenkmalamts |
|      |            | Matschatscher Weg 10 | 46° 27′ 43,9″ N, 11° 14′ 43,1″ O                              | Jahreszahl 1672                                                 | | Zweigeschossiger Bau mit ansitzartigem Charakter. Eintrag im Monumentbrowser auf der Website des Südtiroler Landesdenkmalamts |
|      | 21         | Ensemble Berg – Platzl |                                                               |                                                                 | | Datenblatt (PDF) Fläche: 6,2 ha |
|      | 21.01      | Platzlweg, St.-Justina-Weg bzw. Abschnitte derselben samt begleitender Bebauung und Zubehörsflächen |                                                               |                                                                 | | |
|      |            | Platzlweg 4 | 46° 27′ 53″ N, 11° 15′ 5,2″ O                                 |                                                                 | | Langgestrecktes ländliches Wohnhaus/Bauernhof mit steingerahmten Rechteckfenster. An der Südseite Sonnenuhr. Stubengetäfel aus dem Jahr 1848, im ersten Stock Saal mit Stuckdecke, Raum mit Kassettendecke. Gewölbter Keller. Eintrag im Monumentbrowser auf der Website des Südtiroler Landesdenkmalamts                                                                                               |
|      |            | Platzlweg 9 | 46° 27′ 54,3″ N, 11° 15′ 4,4″ O                               |                                                                 | | Zweigeschossiges ländliches Wohnhaus/Bauernhof mit steingerahmten, zum Teil vergitterten Rechteckfenstern. Rundbogiges Rustikaportal aus dem Jahr 1653. Eintrag im Monumentbrowser auf der Website des Südtiroler Landesdenkmalamts |
|      |            | Mareit | Platzlweg 10 46° 27′ 58,7″ N, 11° 15′ 2,4″ O                  |                                                                 | | Ansitz mit Krüppelwalmdach und mittelalterlichem Baukern. Im 17. Jahrhundert vergrößert und umgestaltet. Eintrag im Monumentbrowser auf der Website des Südtiroler Landesdenkmalamts |
|      |            | Platzlweg 12 | 46° 28′ 1,4″ N, 11° 15′ 0,8″ O                                | 17. Jahrhundert                                                 | | Gebäude mit ansitzartigem Charakter, zwei viereckige Eckerker und steingerahmte Fenster. Eintrag im Monumentbrowser auf der Website des Südtiroler Landesdenkmalamts |
|      |            | Platzlweg 35 | 46° 28′ 2″ N, 11° 14′ 59,6″ O                                 |                                                                 | | Einfaches ländliches Wohnhaus/Bauernhof mit schlichter Fassadengestaltung. Es ist für die Gesamtansicht des Ensembles von Bedeutung. Eintrag im Monumentbrowser auf der Website des Südtiroler Landesdenkmalamts |
|      |            | Platzlweg 37 | 46° 28′ 2,7″ N, 11° 14′ 58,9″ O                               |                                                                 | | Charakteristischer zweigeschossiger Hof mit offenem Bundwerkgiebel. Eintrag im Monumentbrowser auf der Website des Südtiroler Landesdenkmalamts |
|      |            | Neuberg | St.-Justina-Weg 63 46° 28′ 5,5″ N, 11° 14′ 57,6″ O            |                                                                 | | Ursprünglich mittelalterlicher Turm mit späteren Zubauten. Der Ansitz wurde im 17. Jahrhundert in Renaissanceformen verändert. Stube mit Pilastergetäfel und Felderdecke. Eintrag im Monumentbrowser auf der Website des Südtiroler Landesdenkmalamts |
|      |            | Vintschger | St.-Justina-Weg 61 46° 28′ 6,4″ N, 11° 15′ 0,2″ O             |                                                                 | | Ansitz als würfelförmiger Renaissancebau mit symmetrischer Raumeinteilung. Stube mit Pilastergetäfel aus dem Jahr 1597 Eintrag im Monumentbrowser auf der Website des Südtiroler Landesdenkmalamts |
|      | 22         | Ensemble Berg – Melag |                                                               |                                                                 | | Datenblatt (PDF) Fläche: 7,3 ha |
|      | 22.01      | St.-Justina-Weg, Kreuzsteinweg, Bergweg bzw. Abschnitte derselben samt begleitender Bebauung und Zubehörsflächen |                                                               |                                                                 | | |
|      |            | Kronhof | Kreuzsteinweg 32 46° 28′ 8,9″ N, 11° 14′ 47,3″ O              |                                                                 | | Dreigeschossiger Ansitz mit Eckerker und kleiner Rundbogenloggia. Im Kern spätmittelalterlicher Wohnturm. Eintrag im Monumentbrowser auf der Website des Südtiroler Landesdenkmalamts |
|      |            | Montan | Kreuzsteinstraße 7 46° 28′ 6,5″ N, 11° 14′ 46,4″ O            |                                                                 | | Der ursprünglich freistehende Wehrturm, mit Sichtmauerwerk und niederem Palas aus dem 13. Jahrhundert, wurde später ausgebaut. Der heutige Ansitz stammt aus dem 16./17. Jahrhundert. Eintrag im Monumentbrowser auf der Website des Südtiroler Landesdenkmalamts |
|      |            | Vescovi (Pratzer) | Kreuzsteinstraße 3 46° 28′ 7,2″ N, 11° 14′ 50,2″ O            |                                                                 | | Der Ansitz ist ein hoher Bau mit abgewalmtem Dach, Erkerturm, gotischer Tür und Fenstergewände. Spitzbogiges Hoftor mit ursprünglichem Quaderverputz. Eintrag im Monumentbrowser auf der Website des Südtiroler Landesdenkmalamts |
|      |            | Prielhof | Kreuzsteinstraße 12 46° 28′ 7,4″ N, 11° 14′ 52,3″ O           |                                                                 | | Langgestrecktes ländliches Wohnhaus/Bauernhof mit nordseitigem Zinnengiebel aus dem 17. Jahrhundert. Eintrag im Monumentbrowser auf der Website des Südtiroler Landesdenkmalamts |
|      |            | Kreuzsteinstraße 10 | Kreuzsteinstraße 10 46° 28′ 6,2″ N, 11° 14′ 51,6″ O           |                                                                 | | Ländliches Wohnhaus/Bauernhof, Wohn- und Wirtschaftsgebäude zusammengebaut. An der Nordfassade des Wohngebäudes Jahreszahl 1548 mit Handwerkszeichen und 1566 mit Namen Paul Muil. Eintrag im Monumentbrowser auf der Website des Südtiroler Landesdenkmalamts |
|      |            | St.-Justina-Weg 67 | St.-Justina-Weg 67 46° 28′ 6,6″ N, 11° 14′ 52,5″ O            |                                                                 | | Zweigeschossiges traufständiges Wohnhaus/Bauernhof. Gemalte Fensterumrahmungen und Ecksteine. Eintrag im Monumentbrowser auf der Website des Südtiroler Landesdenkmalamts |
|      |            | Zinnenberg | 46° 28′ 6,7″ N, 11° 14′ 54″ O                                 |                                                                 | | Ansitz mit an den Frontecken vorspringenden Baukörpern mit Zinnengiebel. In der ersten Hälfte des 17. Jahrhunderts ausgebaut. Eintrag im Monumentbrowser auf der Website des Südtiroler Landesdenkmalamts |
|      |            | Weißenheim | Bergstraße 4 46° 27′ 58,5″ N, 11° 14′ 50,3″ O                 |                                                                 | | Im Kern mittelalterlicher Ansitz, der gegen Ende des 16. Jahrhunderts umgebaut wurde. Eintrag im Monumentbrowser auf der Website des Südtiroler Landesdenkmalamts |
|      |            | Zinneberg | Bergstraße 53 46° 27′ 57,7″ N, 11° 14′ 48,9″ O                |                                                                 | | Ansitzartiger Bau auf regelmäßigem Grundriss. An der Nordseite Wappenmalerei, Anfang 16. Jahrhundert. Hoftor mit Zinnennischen (Jahreszahl 1626). Eintrag im Monumentbrowser auf der Website des Südtiroler Landesdenkmalamts |
|      | 23         | Ensemble Berg – Turmbach |                                                               |                                                                 | | Datenblatt (PDF) Fläche: 92 ha |
|      | 23.01      | Bergweg, Turmbachweg bzw. Abschnitte derselben samt begleitender Bebauung und Zubehörsflächen |                                                               |                                                                 | | |
|      |            | Rosengarten mit Kapelle und Park | 46° 27′ 42,3″ N, 11° 15′ 2,1″ O                               |                                                                 | | An der Durchfahrt Wappenstein mit Jahreszahl 1612. Die Kapelle ist aus der zweiten Hälfte des 17. Jahrhunderts. Sie besitzt ein Gratgewölbe mit Stuckfeldern und Malereien (Kindheitsgeschichte Christi). Eintrag im Monumentbrowser auf der Website des Südtiroler Landesdenkmalamts |
|      |            | Bad Turmbach | 46° 27′ 38,4″ N, 11° 14′ 55,3″ O                              |                                                                 | | Ländliches Wohnhaus/Bauernhof. Der Bau stammt aus dem 17. Jahrhundert. Im Westen wurde eine Mühle mit gewölbten Räumen angebaut. Eintrag im Monumentbrowser auf der Website des Südtiroler Landesdenkmalamts |
|      |            | Turmbachweg 15–17 | Turmbachweg 15–17 46° 27′ 37,6″ N, 11° 14′ 51,8″ O            |                                                                 | | Mittelalterlicher Wohnturm, daran anschließend erneuertes Wohngebäude. Regelmäßiges Mauerwerk aus dem 13. Jahrhundert. Eintrag im Monumentbrowser auf der Website des Südtiroler Landesdenkmalamts |
|      |            | Auf der Platten 12 | Auf der Platten 12 46° 27′ 31,1″ N, 11° 14′ 51,5″ O           |                                                                 | | Mittelalterliche Hofanlage Eintrag im Monumentbrowser auf der Website des Südtiroler Landesdenkmalamts |
|      | 24         | Ensemble Berg – Moos |                                                               |                                                                 | | Datenblatt (PDF) Fläche: 2,5 ha |
|      | 24.01      | Schloss Moos | 46° 27′ 12,9″ N, 11° 14′ 51,1″ O                              |                                                                 | | Ansitz/mittelalterlicher Wohnturm, später mehrmals verändert und erweitert, mit einer reichen Ausstattung an Wandmalereien. Eintrag im Monumentbrowser auf der Website des Südtiroler Landesdenkmalamts |
|      | 24.02      | Baukomplex Schulthaus | 46° 27′ 14,2″ N, 11° 14′ 52,3″ O                              |                                                                 | | Langgestrecktes Wirtschaftsgebäude mit Flachbogenöffnungen. |
|      | 24.03      | Katharinenkapelle | 46° 27′ 13,3″ N, 11° 14′ 54″ O                                |                                                                 | | Kapelle mit Rundapsis, um 1636 auf romanischem Vorbestand erbaut. (1987 Restauriert) |
|      | 25         | Ensemble Maderneid |                                                               |                                                                 | | Datenblatt (PDF) Fläche: 4,2 ha |
|      | 25.01      | Maderneidstraße und Reinsbergweg bzw. Teilstücke derselben samt anliegender Bebauung und Zubehörsflächen |                                                               |                                                                 | | |
|      |            | Reinsbergstraße 9 | Reinsbergstraße 9 46° 27′ 42,3″ N, 11° 15′ 31,4″ O            |                                                                 | | Ländliches Wohnhaus/Bauernhof mit Zinnengiebel. Im Keller Tonnengewölbe, im ersten Stock Küche mit Tonnengewölbe und Stichkappen. Eintrag im Monumentbrowser auf der Website des Südtiroler Landesdenkmalamts |
|      |            | Maderneidstraße 7–9 | Maderneidstraße 7–9 46° 27′ 36,9″ N, 11° 15′ 34″ O            |                                                                 | | Städtisches Wohnhaus, zweigeschossiger Bau mit Eckerker. Eintrag im Monumentbrowser auf der Website des Südtiroler Landesdenkmalamts |
|      |            | Maderneidstraße 16 | Maderneidstraße 16 46° 27′ 37,1″ N, 11° 15′ 34,9″ O           |                                                                 | | Städtisches Wohnhaus, dreigeschossiger Bau aus dem 17. Jahrhundert. Eintrag im Monumentbrowser auf der Website des Südtiroler Landesdenkmalamts |
|      |            | Maderneidstraße 28 | Maderneidstraße 28 46° 27′ 41,7″ N, 11° 15′ 39,7″ O           |                                                                 | | Städtisches Wohnhaus, dreigeschossiger Bau mit abgewalmtem Steildach. Eintrag im Monumentbrowser auf der Website des Südtiroler Landesdenkmalamts |
|      | 25.02      | Ansitz Altenburg | Maderneidstraße 19 46° 27′ 41,7″ N, 11° 15′ 37″ O             |                                                                 | | Ansitz bestehend aus zwei Häusern, die durch einen Mitteltrakt verbunden sind. Funktionsfähige gemauerte Wassermühle. Eintrag im Monumentbrowser auf der Website des Südtiroler Landesdenkmalamts |
|      | 25.03      | Ansitz Thalegg | Maderneidstraße 11 46° 27′ 38,5″ N, 11° 15′ 34,5″ O           |                                                                 | | Ansitz in Renaissancestil auf symmetrischem Grundriss. Hoftor mit Pyramiden aus dem Jahr 1606. Im Inneren Wandmalereien aus dem 17. Jahrhundert. Die Kapelle hat einen geraden Chorschluss mit Glockenmauer, Rechtecktür, Viereck- und Flachbogenfenster. An der Altarwand Spitzbogennische, erbaut Anfang 17. Jahrhundert. Eintrag im Monumentbrowser auf der Website des Südtiroler Landesdenkmalamts |
|      | 25.04      | Ansitz Perkheim | Reinsbergstraße 546° 27′ 40,9″ N, 11° 15′ 31,7″ O             |                                                                 | | Der ursprünglich gotischer Ansitz wurde im 17. Jahrhundert in Renaissanceformen umgestaltet. Spitzbogiges Hoftor. Zwei polygonale Erker mit Türmchenabschluss. In der Hofmauer Jahreszahl 1623. Eintrag im Monumentbrowser auf der Website des Südtiroler Landesdenkmalamts |
|      | 25.05      | Ansitz Schneeberg | Maderneidstraße 1046° 27′ 35,1″ N, 11° 15′ 34,4″ O            |                                                                 | | Zweigeschossiger Ansitz aus dem 16. Jahrhundert. Eintrag im Monumentbrowser auf der Website des Südtiroler Landesdenkmalamts |
|      | 25.06      | Ansiz v. Söll (An der Lacken) | Maderneidstraße 3 46° 27′ 33,3″ N, 11° 15′ 33,1″ O            |                                                                 | | Dreigeschossiger Ansitz mit abgewalmtem Dach. Am Erker Wappenstein mit Inschrift und Jahreszahl 1603. Fenster in Steinrahmung mit Gitter. Eintrag im Monumentbrowser auf der Website des Südtiroler Landesdenkmalamts |
|      | 26         | Ensemble Gleifhügel |                                                               |                                                                 | | Datenblatt (PDF) Fläche: 9,2 ha |
|      | 26.01      | Gleifhügel |                                                               |                                                                 | | Der Gleifhügel ist ein sich westlich von Eppan emporhebender Bergvorsprung der einen eindrucksvollen Hintergrund für den örtlichen Siedlungsraum darstellt. Auf ihm befindet sich die Heiligkreuzkirche mit der ehemaligen Einsiedelei, den sieben Kalvarienbergkapellen und ein Gletscherschliff (geschütztes Naturdenkmal).                                                                           |
|      | 26.02      | Heiligkreuzkirche mit ehemaliger Einsiedelei | 46° 27′ 18,3″ N, 11° 15′ 6,9″ O                               |                                                                 | | Die Kirche wurde 1716 errichtet. Angebaut an die Kirche befindet sich die ehemalige Einsiedelei von St. Valentin. Eintrag im Monumentbrowser auf der Website des Südtiroler Landesdenkmalamts |
|      | 26.03      | Kalvarienbergkapellen |                                                               |                                                                 | | Die sieben einfache Kapellenbauten wurden 1716 zusammen mit der Kirche errichtet. |
|      | 27         | Ensemble St. Michael – St.-Michael-Platz |                                                               |                                                                 | | Datenblatt (PDF) Fläche: 3,8 ha |
|      | 27.01      | Pfarrkirche St. Michael | 46° 27′ 24,7″ N, 11° 15′ 26,2″ O                              |                                                                 | | Spätgotische Kirche, Langhausmauern wurden vom romanischen Vorgängerbau übernommen. Empore auf Pfeilern, 1610. Der Turm mit gemauerter Pyramide stammt aus dem 16. Jahrhundert. Außen Freskenreste, um 1380 (St. Leonhard, St. Sigmund) Eintrag im Monumentbrowser auf der Website des Südtiroler Landesdenkmalamts                                                                                     |
|      | 27.02      | Pfarrwidum | 46° 27′ 24,3″ N, 11° 15′ 27,8″ O                              |                                                                 | | Widum aus zwei Trakten bestehend, wovon der östliche älteren Bestand aufweist. Eintrag im Monumentbrowser auf der Website des Südtiroler Landesdenkmalamts |
|      | 27.03      | St.-Michaels-Platz samt Brunnen und umliegender Bebauung |                                                               |                                                                 | | |
|      |            | St.-Michaels-Platz 4–6 | St.-Michaels-Platz 4–6 46° 27′ 23,5″ N, 11° 15′ 26,2″ O       |                                                                 | | Dreigeschossiges städtisches Wohnhaus mit drei zu drei Fensterachsen. Eintrag im Monumentbrowser auf der Website des Südtiroler Landesdenkmalamts |
|      |            | Mareithof | St.-Michaels-Platz 10 46° 27′ 24″ N, 11° 15′ 25,5″ O          |                                                                 | | Dreigeschossiges ländliches Wohnhaus/Bauernhof mit gebrochener Fassade. Rundbogentor mit Wappenschild am Keilstein. Renaissancekachelöfen. Eintrag im Monumentbrowser auf der Website des Südtiroler Landesdenkmalamts |
|      |            | St.-Michaels-Platz 12 | St.-Michaels-Platz 12 46° 27′ 24,6″ N, 11° 15′ 25,2″ O        |                                                                 | | Spätmittelalterliches städtisches Wohnhaus mit Spitzbogentür in Quaderfassung im Erdgeschoss. Eintrag im Monumentbrowser auf der Website des Südtiroler Landesdenkmalamts |
|      |            | Schießstandweg 14 | Schießstandweg 14 46° 27′ 23,8″ N, 11° 15′ 25″ O              |                                                                 | | Schmales, giebelständiges Wohnhaus/Bauernhof mit dreiseitigem Erker. Eintrag im Monumentbrowser auf der Website des Südtiroler Landesdenkmalamts |
|      | 27.04      | Goldgasse, Bergweg, Krafußweg, Kapuzinerstraße, Schießstandweg, J.-G.-Platzer-Straße bzw. Abschnitte derselben samt Randbebauung und Zubehörsflächen.                                                                     |                                                               |                                                                 | | |
|      |            | Köglburg | Krafußweg 8-146° 27′ 27,1″ N, 11° 15′ 29,5″ O                 |                                                                 | | Ansitz, zweigeschossiger Bau mit abgewalmtem Dach. Eintrag im Monumentbrowser auf der Website des Südtiroler Landesdenkmalamts |
|      |            | Krafußweg 7 | Krafußweg 7 46° 27′ 26,1″ N, 11° 15′ 28,8″ O                  |                                                                 | | Städtisches Wohnhaus mit Krüppelwalmdach, polygonalem Erkeranbau und Doppelbogenfenster. Eintrag im Monumentbrowser auf der Website des Südtiroler Landesdenkmalamts |
|      |            | Goldgasse 2–4 | Goldgasse 2–4 46° 27′ 24,5″ N, 11° 15′ 31,8″ O                |                                                                 | | Das städtische Wohnhaus ist ein spätgotischer Bau und wurde im 17. Jahrhundert verändert. Eintrag im Monumentbrowser auf der Website des Südtiroler Landesdenkmalamts |
|      |            | J.-G.-Plazer-Straße 11 | J.-G.-Plazer-Straße 11 46° 27′ 23,4″ N, 11° 15′ 31,6″ O       |                                                                 | | Städtisches Wohnhaus, zweigeschossiger Bau mit steingerahmten Rechteckfenstern. Eintrag im Monumentbrowser auf der Website des Südtiroler Landesdenkmalamts |
|      |            | Gasthof Weißes Rößl | J.-G.-Plazer-Straße 13–15 46° 27′ 24″ N, 11° 15′ 31,9″ O      |                                                                 | | Dreigeschossiges städtisches Wohnhaus mit Gasthof und Jahreszahl 1672 am Keilstein. Polygonaler Eckerker mit Türmchenabschluss. Eintrag im Monumentbrowser auf der Website des Südtiroler Landesdenkmalamts |
|      |            | Lanserhaus | J.-G.-Plazer-Straße 24 46° 27′ 22,1″ N, 11° 15′ 32,4″ O       |                                                                 | | Ansitz mit abgewalmtem, spätgotischem Steildach aus dem 16. Jahrhundert. Eintrag im Monumentbrowser auf der Website des Südtiroler Landesdenkmalamts |
|      |            | J.-G.-Plazer-Straße 30–34 | J.-G.-Plazer-Straße 30–34 46° 27′ 23,6″ N, 11° 15′ 32,6″ O    |                                                                 | | Städtisches Wohnhaus, am Sturz Wappen und Jahreszahl 1592. Eintrag im Monumentbrowser auf der Website des Südtiroler Landesdenkmalamts |
|      |            | Stromburg | 46° 27′ 24,6″ N, 11° 15′ 32,8″ O                              |                                                                 | | Ansitz, anstelle der gelöschten Bp. 97/1 neu errichtet. Die materiellen Anteile 1–7 betreffen den denkmalgeschützten Altbau. Eintrag im Monumentbrowser auf der Website des Südtiroler Landesdenkmalamts |
|      |            | Eppanerhof | J.-G.-Plazer-Straße 50 46° 27′ 26,1″ N, 11° 15′ 33,1″ O       |                                                                 | | Ansitz und Gasthof. Ehemaliger Ansitz Hammersbach. Eintrag im Monumentbrowser auf der Website des Südtiroler Landesdenkmalamts |
|      | 27.05      | Alter Schießstand | 46° 27′ 22,5″ N, 11° 15′ 23,3″ O                              |                                                                 | | Zweigeschossiger Bau. An dessen Westseite Schießstand mit profilierter Holzdecke, Ende 19. Jahrhundert. Keilstein mit der Jahreszahl 1670. Eintrag im Monumentbrowser auf der Website des Südtiroler Landesdenkmalamts |
|      | 28         | Ensemble St. Michael – Rathausplatz |                                                               |                                                                 | | Datenblatt (PDF) Fläche: 2,2 ha |
|      | 28.01      | Rathausplatz | 46° 27′ 19,3″ N, 11° 15′ 33″ O                                |                                                                 | | |
|      | 28.02      | Kreuzung J.-G.-Plazer-Straße, Bahnhofstraße, J.-Innerhofer-Straße, Kapuzinerstraße bzw. Abschnitte derselben Straßen |                                                               |                                                                 | | |
|      | 28.03      | Sämtliche Bauten im Kreuzungsbereich einschließlich Zubehörsflächen |                                                               |                                                                 | | |
|      |            | Rathaus | 46° 27′ 19,6″ N, 11° 15′ 32,1″ O                              |                                                                 | | Ehemaliger Ansitz Platzegg. In den 1930er Jahren erhöht und umgebaut, wobei der ursprüngliche Charakter stark verändert wurde. 1984/85 wurde das Gebäude rückrestauriert. Im Erdgeschoss Reste spätgotischer Quadermalerei. Eintrag im Monumentbrowser auf der Website des Südtiroler Landesdenkmalamts                                                                                                 |
|      |            | J.-G.-Plazer-Straße 4–8 | J.-G.-Plazer-Straße 4–8 46° 27′ 20,2″ N, 11° 15′ 32,3″ O      |                                                                 | | Städtisches Wohnhaus, zweistöckiger Bau. Am Keilstein Jahreszahl und Initialen 1637 P.F. Eintrag im Monumentbrowser auf der Website des Südtiroler Landesdenkmalamts |
|      |            | Gasthof Sonne | 46° 27′ 18,6″ N, 11° 15′ 31,4″ O                              |                                                                 | | Gasthaus mit zwei Fassadenerkern, Doppelbogenfenstern und gewölbtem Mittelsaal im ersten Stock. Eintrag im Monumentbrowser auf der Website des Südtiroler Landesdenkmalamts |
|      |            | Gasthof Goldene Traube | 46° 27′ 18,2″ N, 11° 15′ 32,4″ O                              |                                                                 | | Zweigeschossiges ehemaliges Gasthaus (heutiges Bankgebäude) mit steingerahmten Rechteckfenstern. Zur Straße Rustikatür, daneben großes Rundbogentor mit Rosetten und Pfeilenornamenten. Eintrag im Monumentbrowser auf der Website des Südtiroler Landesdenkmalamts |
|      |            | Bahnhofstraße 2–4 | 46° 27′ 18,3″ N, 11° 15′ 34,1″ O                              |                                                                 | | Städtisches Wohnhaus. Dreigeschossiger Renaissancebau mit Doppelbogen und Rechteckfenstern in Steinrahmung. Hofmauer mit (später verbreitertem) Rustikator und Jahreszahl 1639. Eintrag im Monumentbrowser auf der Website des Südtiroler Landesdenkmalamts |
|      | 29         | Ensemble St. Michael – Ex Kapuziner |                                                               |                                                                 | | Datenblatt (PDF) Fläche: 1 ha |
|      | 29.01      | Ehemalige Kapuzinerkirche Maria Heimsuchung mit Kloster | 46° 27′ 19″ N, 11° 15′ 27″ O                                  |                                                                 | | Das Ensemble umfasst ein abgeschlossenes Areal inmitten des Ortes St. Michael. Die traditionsgemäße Schlichtheit der Kapuziner Kirchenbauten ermöglichte eine harmonische Transformation in ein zeitgemäßes modern-religiöses Gemeinschaftszentrum. Eintrag im Monumentbrowser auf der Website des Südtiroler Landesdenkmalamts                                                                         |
|      | 30         | Ensemble St. Michael – St. Anna |                                                               |                                                                 | | Datenblatt (PDF) Fläche: 2,9 ha |
|      | 30.01      | Kreuzung Josef-Innerhofer-Straße / St.-Anna-Weg |                                                               |                                                                 | | |
|      | 30.02      | St.-Anna-Kirche mit Kloster | 46° 27′ 13,1″ N, 11° 15′ 34,1″ O                              | Anfang des 16. Jahrhunderts                                     | | Spätgotische Kirche mit dem ehemaligen Ansitz Sprengheim der 1842 zum Kloster wurde. Eintrag im Monumentbrowser auf der Website des Südtiroler Landesdenkmalamts |
|      | 30.03      | Sämtliche Bauten im Kreuzungsbereich einschließlich Zubehörsflächen. |                                                               |                                                                 | | Die stattlichen Bauten im Kreuzungsbereich und entlang des St.-Anna-Weges, darunter die „Alte Apotheke“ und die Ansitze Wohlgemuth, Windegg, Wendelstein und Bastreinbach bilden eine besondere Kulisse zwischen öffentlichem Verkehrsraum und privater Kulturfläche. |
|      |            | Josef-Innerhofer-Straße 29–31 | 46° 27′ 15,3″ N, 11° 15′ 35″ O                                |                                                                 | | Eintrag im Monumentbrowser auf der Website des Südtiroler Landesdenkmalamts |
|      |            | Josef-Innerhofer-Straße 32–34 | 46° 27′ 15,1″ N, 11° 15′ 33,1″ O                              |                                                                 | | Eintrag im Monumentbrowser auf der Website des Südtiroler Landesdenkmalamts |
|      |            | Alte Apotheke | Josef-Innerhofer-Straße 35                                    | 46° 27′ 14,5″ N, 11° 15′ 34,5″ O                                | | Eintrag im Monumentbrowser auf der Website des Südtiroler Landesdenkmalamts |
|      |            | Josef-Innerhofer-Straße 44 | 46° 27′ 13,6″ N, 11° 15′ 33,9″ O                              |                                                                 | | Eintrag im Monumentbrowser auf der Website des Südtiroler Landesdenkmalamts |
|      |            | Wohlgemuth (Hammerstein) | Kalterer Straße 1–3 46° 27′ 13,8″ N, 11° 15′ 35,4″ O          |                                                                 | | Eintrag im Monumentbrowser auf der Website des Südtiroler Landesdenkmalamts |
|      |            | Windegg | Verdistraße 40 46° 27′ 13,3″ N, 11° 15′ 32,4″ O               |                                                                 | | Eintrag im Monumentbrowser auf der Website des Südtiroler Landesdenkmalamts |
|      |            | Zypressenhof | St.-Anna-Weg 7 46° 27′ 11,8″ N, 11° 15′ 31,4″ O               |                                                                 | | Eintrag im Monumentbrowser auf der Website des Südtiroler Landesdenkmalamts |
|      |            | Wendelstein mit Nebengebäuden | St.-Anna-Weg 11 46° 27′ 10,8″ N, 11° 15′ 29,3″ O              |                                                                 | | Eintrag im Monumentbrowser auf der Website des Südtiroler Landesdenkmalamts |
|      |            | St.-Anna-Weg 16 | 46° 27′ 12,4″ N, 11° 15′ 30,9″ O                              |                                                                 | | Eintrag im Monumentbrowser auf der Website des Südtiroler Landesdenkmalamts |
|      |            | Bastreinbach | St.-Anna-Weg 18 46° 27′ 11,7″ N, 11° 15′ 29,9″ O              |                                                                 | | Eintrag im Monumentbrowser auf der Website des Südtiroler Landesdenkmalamts |
|      | 31         | Ensemble St. Michael – Bahnhofstraße |                                                               |                                                                 | | Datenblatt (PDF) Fläche: 3,4 ha |
|      | 31.01      | Dominikanerkirche St. Josef mit ehemaligem Kloster | 46° 27′ 17,6″ N, 11° 15′ 38,8″ O                              |                                                                 | | Eintrag im Monumentbrowser auf der Website des Südtiroler Landesdenkmalamts |
|      | 31.02      | Bahnhofsstraße, Unteralberweg, Maria-Rast-Straße, St.-Anna-Weg bzw. Abschnitte derselben samt Randbebauung und Zubehörsflächen.                                                                                           |                                                               |                                                                 | | |
|      |            | Bahnhofstraße 30 | 46° 27′ 16,6″ N, 11° 15′ 43,3″ O                              |                                                                 | | Eintrag im Monumentbrowser auf der Website des Südtiroler Landesdenkmalamts |
|      |            | Bahnhofstraße 37–39 | 46° 27′ 17,9″ N, 11° 15′ 41,7″ O                              |                                                                 | | Eintrag im Monumentbrowser auf der Website des Südtiroler Landesdenkmalamts |
|      |            | Bahnhofstraße 44–46 | 46° 27′ 16,5″ N, 11° 15′ 47,8″ O                              |                                                                 | | Eintrag im Monumentbrowser auf der Website des Südtiroler Landesdenkmalamts |
|      |            | Bahnhofstraße 65–67 | 46° 27′ 16,9″ N, 11° 15′ 48,9″ O                              |                                                                 | | Eintrag im Monumentbrowser auf der Website des Südtiroler Landesdenkmalamts |
|      |            | Grustdorf | Unteralberweg 4 46° 27′ 16,1″ N, 11° 15′ 43,8″ O              |                                                                 | | Eintrag im Monumentbrowser auf der Website des Südtiroler Landesdenkmalamts |
|      | 32         | Ensemble St. Michael – Ex Bahnhof |                                                               |                                                                 | | Datenblatt (PDF) Fläche: 2 ha |
|      | 32.01      | Ehemaliger Bahnhof der Überetscher Bahn | 46° 27′ 11,2″ N, 11° 16′ 9,3″ O                               | um 1898                                                         | | |
|      | 32.02      | Ehemaliges Sanatorium „Hocheppan“ | Bahnhofstraße 7–8 46° 27′ 11,1″ N, 11° 16′ 3,4″ O             |                                                                 | | Eintrag im Monumentbrowser auf der Website des Südtiroler Landesdenkmalamts |
|      | 32.03      | Kellereigenossenschaft St. Michael | 46° 27′ 9,4″ N, 11° 16′ 8,6″ O                                |                                                                 | | |
|      | 33         | Ensemble Maria Rast |                                                               |                                                                 | | Datenblatt (PDF) Fläche: 0,6 ha |
|      | 33.01      | Kirche Maria Rast | 46° 27′ 28,3″ N, 11° 16′ 1,5″ O                               | um 1875                                                         | | Eintrag im Monumentbrowser auf der Website des Südtiroler Landesdenkmalamts |
|      | 33.02      | Umliegendes Landwirtschaftsgebiet |                                                               |                                                                 | | |
|      | 33.03      | Mesnerhaus |                                                               |                                                                 | | |
|      | 34         | Ensemble Pigeno |                                                               |                                                                 | | Datenblatt (PDF) Fläche: 6,6 ha |
|      | 34.01      | St.-Anna-Weg, Pigenoweg, Badlweg bzw. Abschnitte derselben samt anliegender Bebauung und Zubehörsflächen |                                                               |                                                                 | | |
|      |            | St.-Anna-Weg 19–21 | 46° 27′ 5,8″ N, 11° 15′ 20,7″ O                               |                                                                 | | Eintrag im Monumentbrowser auf der Website des Südtiroler Landesdenkmalamts |
|      |            | St.-Anna-Weg 24 | 46° 27′ 7,4″ N, 11° 15′ 22,1″ O                               |                                                                 | | Eintrag im Monumentbrowser auf der Website des Südtiroler Landesdenkmalamts |
|      |            | Rosenfeld | Pigeno 2–6                                                    | 46° 27′ 1″ N, 11° 15′ 24,7″ O                                   | | Eintrag im Monumentbrowser auf der Website des Südtiroler Landesdenkmalamts |
|      |            | Pigeno 3 | 46° 27′ 1,2″ N, 11° 15′ 19,4″ O                               |                                                                 | | Eintrag im Monumentbrowser auf der Website des Südtiroler Landesdenkmalamts |
|      |            | Lindenheim mit Park | Pigeno 7–9 46° 27′ 2,3″ N, 11° 15′ 17,3″ O                    | 17. Jahrhundert                                                 | | Ehemaliger Wohnsitz von Friedrich Teßmann. Eintrag im Monumentbrowser auf der Website des Südtiroler Landesdenkmalamts |
|      |            | Pigeno 8–10 | 46° 27′ 1,5″ N, 11° 15′ 22,3″ O                               | Am Tor Jahreszahl 1684                                          | | Eintrag im Monumentbrowser auf der Website des Südtiroler Landesdenkmalamts |
|      |            | Pigeno 11–13 | 46° 27′ 2,1″ N, 11° 15′ 16,6″ O                               |                                                                 | | Eintrag im Monumentbrowser auf der Website des Südtiroler Landesdenkmalamts |
|      |            | Rosenburg | Pigeno 28 46° 27′ 2″ N, 11° 15′ 13,4″ O                       |                                                                 | | Ehemaliger Gerichtskerker Eintrag im Monumentbrowser auf der Website des Südtiroler Landesdenkmalamts |
|      |            | Pigeno 28–30 | 46° 27′ 2,9″ N, 11° 15′ 15,7″ O                               | Am Türsturz Jahreszahl 1762                                     | | Eintrag im Monumentbrowser auf der Website des Südtiroler Landesdenkmalamts |
|      |            | Pigeno 36 | 46° 27′ 1,8″ N, 11° 15′ 12,8″ O                               |                                                                 | | Eintrag im Monumentbrowser auf der Website des Südtiroler Landesdenkmalamts |
|      |            | Badlweg 1–3 | 46° 27′ 0,1″ N, 11° 15′ 17,9″ O                               | Keilstein mit Jahreszahl 1645                                   | | Eintrag im Monumentbrowser auf der Website des Südtiroler Landesdenkmalamts |
|      | 34.02      | Gleifheim mit Kapelle | St.-Anna-Weg 40 46° 27′ 6,5″ N, 11° 15′ 19,4″ O               | 17. Jahrhundert                                                 | | Eintrag im Monumentbrowser auf der Website des Südtiroler Landesdenkmalamts |
|      | 34.03      | Liebenburg | Pigeno 2646° 27′ 5,5″ N, 11° 15′ 14,6″ O                      |                                                                 | | Eintrag im Monumentbrowser auf der Website des Südtiroler Landesdenkmalamts |
|      | 34.04      | Hebenstreit (Wiesenegg) | Pigeno 20 46° 27′ 4,2″ N, 11° 15′ 15,2″ O                     |                                                                 | | Eintrag im Monumentbrowser auf der Website des Südtiroler Landesdenkmalamts |
|      | 34.05      | Kuensegg | 46° 27′ 3,8″ N, 11° 15′ 20,9″ O                               |                                                                 | | Eintrag im Monumentbrowser auf der Website des Südtiroler Landesdenkmalamts |
|      | 34.06      | Wickenburg mit Park | Pigeno 16 46° 27′ 3,2″ N, 11° 15′ 17″ O                       | 16. Jahrhundert                                                 | | Eintrag im Monumentbrowser auf der Website des Südtiroler Landesdenkmalamts |
|      | 35         | Ensemble Englar – Gandegg |                                                               |                                                                 | | Datenblatt (PDF) Fläche: 13,4 ha |
|      | 35.01      | Schloss Englar | 46° 27′ 3″ N, 11° 15′ 2″ O                                    | 16./17. Jahrhundert                                             | | Eintrag im Monumentbrowser auf der Website des Südtiroler Landesdenkmalamts |
|      | 35.02      | Sebastiankapelle | 46° 27′ 6,7″ N, 11° 15′ 2″ O                                  | 16. Jahrhundert                                                 | | |
|      | 35.03      | Burghügel |                                                               |                                                                 | | |
|      | 35.04      | Schloss Gandegg | 46° 26′ 58,8″ N, 11° 15′ 10,7″ O                              |                                                                 | | Eintrag im Monumentbrowser auf der Website des Südtiroler Landesdenkmalamts |
|      | 35.05      | Stroblhof einschließlich Altfirmian und Eiskeller | 46° 26′ 58,7″ N, 11° 14′ 58,1″ O                              |                                                                 | | Eiskeller, Eintrag im Monumentbrowser auf der Website des Südtiroler Landesdenkmalamts |
|      | 36         | Ensemble Girlan – Dorfkern Mitte |                                                               |                                                                 | | Datenblatt (PDF) Fläche: 8,4 ha |
|      | 36.01      | Girlanerplatz samt Pfarrkirche St. Martin und Randbebauung |                                                               |                                                                 | | |
|      |            | Pfarrkirche St. Martin in Girlan | 46° 27′ 47,9″ N, 11° 16′ 51,4″ O                              |                                                                 | | Eintrag im Monumentbrowser auf der Website des Südtiroler Landesdenkmalamts |
|      |            | Platz 7 in Girlan | 46° 27′ 48,8″ N, 11° 16′ 50,4″ O                              |                                                                 | | Eintrag im Monumentbrowser auf der Website des Südtiroler Landesdenkmalamts |
|      | 36.02      | Marktstraße, Lammweg, St. Martin-Straße, Girlanerstraße, Mühlweg, Bildstöcklweg, St. Sebastian-Straße, St. Florian-Straße, Pfarrgasse und Naunweg bzw. Abschnitte derselben samt anliegender Bebauung und Zubehörsflächen |                                                               |                                                                 | | |
|      |            | Breitenberg in Girlan | 46° 27′ 47,1″ N, 11° 16′ 51,5″ O                              |                                                                 | | Eintrag im Monumentbrowser auf der Website des Südtiroler Landesdenkmalamts |
|      |            | Greifenburg in Girlan | 46° 27′ 44,8″ N, 11° 16′ 51,6″ O                              |                                                                 | | Eintrag im Monumentbrowser auf der Website des Südtiroler Landesdenkmalamts |
|      |            | St.-Martin-Straße 28 in Girlan | 46° 27′ 43,5″ N, 11° 16′ 53,2″ O                              |                                                                 | | Eintrag im Monumentbrowser auf der Website des Südtiroler Landesdenkmalamts |
|      |            | Tschogglhof | Kapellenweg 4 in Girlan 46° 27′ 45,1″ N, 11° 16′ 42,9″ O      |                                                                 | | Eintrag im Monumentbrowser auf der Website des Südtiroler Landesdenkmalamts |
|      |            | Sebastianstraße 3 in Girlan | 46° 27′ 48,7″ N, 11° 16′ 48,7″ O                              |                                                                 | | Eintrag im Monumentbrowser auf der Website des Südtiroler Landesdenkmalamts |
|      |            | Gasthof Weißes Rößl in Girlan | 46° 27′ 48″ N, 11° 16′ 54,8″ O                                |                                                                 | | Eintrag im Monumentbrowser auf der Website des Südtiroler Landesdenkmalamts |
|      |            | Schleierbrunnhof in Girlan | 46° 27′ 50,6″ N, 11° 16′ 52,1″ O                              |                                                                 | | Eintrag im Monumentbrowser auf der Website des Südtiroler Landesdenkmalamts |
|      |            | Engelmair in Girlan | 46° 27′ 52,4″ N, 11° 16′ 52,5″ O                              |                                                                 | | Eintrag im Monumentbrowser auf der Website des Südtiroler Landesdenkmalamts |
|      | 37         | Ensemble Girlan – Dorfkern Ost |                                                               |                                                                 | | Datenblatt (PDF) Fläche: 2,9 ha |
|      | 37.01      | Jesuheimstraße und St.-Martin-Straße bzw. Abschnitte derselben mit säumender Bebauung und Zubehörsflächen |                                                               |                                                                 | | Eintrag im Monumentbrowser auf der Website des Südtiroler Landesdenkmalamts |
|      |            | Weger-Hof | Jesuheimstraße 8-1 in Girlan 46° 27′ 45,9″ N, 11° 16′ 58,8″ O |                                                                 | | Eintrag im Monumentbrowser auf der Website des Südtiroler Landesdenkmalamts |
|      |            | Ladurner in Girlan | 46° 27′ 48,3″ N, 11° 16′ 59,9″ O                              |                                                                 | | Eintrag im Monumentbrowser auf der Website des Südtiroler Landesdenkmalamts |
|      | 37.02      | Historischer Teilbereich der Kellereigenossenschaft Girlan | 46° 27′ 42,5″ N, 11° 16′ 59,9″ O                              |                                                                 | | |
|      | 38         | Ensemble Girlan – Dorfkern Nordwest |                                                               |                                                                 | | Datenblatt (PDF) Fläche: 4 ha |
|      | 38.01      | Siedlungsbereich nordwestlich der St.-Sebastian-Straße |                                                               |                                                                 | | |
|      | 38.02      | Streusiedlung zwischen Dorfkern und Friedhof |                                                               |                                                                 | | |
|      | 39         | Ensemble Girlan – Friedhof |                                                               |                                                                 | | Datenblatt (PDF) Fläche: 1,4 ha |
|      | 39.01      | Friedhof mit Kapelle und Arkaden | 46° 27′ 49,1″ N, 11° 16′ 35,9″ O                              | Zweiten Hälfte des 19. Jahrhunderts. Kapelle wurde 1877 erbaut. | | Eintrag im Monumentbrowser auf der Website des Südtiroler Landesdenkmalamts |
|      | 39.02      | Umliegende Reblandschaft |                                                               |                                                                 | | |
|      | 39.03      | Zufahrtsweg mit Bildstöcken |                                                               |                                                                 | | |
|      | 40         | Ensemble Schreckbichl |                                                               |                                                                 | | Datenblatt (PDF) Fläche: 7,5 ha |
|      | 40.01      | Verbauung am Schreckbichler Weg |                                                               |                                                                 | | |
|      |            | Frischhof in Schreckbichl | 46° 27′ 28,2″ N, 11° 17′ 39,7″ O                              | jüngere Bau 1893                                                | | Eintrag im Monumentbrowser auf der Website des Südtiroler Landesdenkmalamts |
|      | 40.02      | Heilig-Kreuz-Kapelle | 46° 27′ 26,6″ N, 11° 17′ 38,2″ O                              | 1823                                                            | | Eintrag im Monumentbrowser auf der Website des Südtiroler Landesdenkmalamts |
|      | 41         | Ensemble Rungghof |                                                               |                                                                 | | Datenblatt (PDF) Fläche: 1,1 ha |
|      | 41.01      | Gasthof ”Rungghof” samt Zubehörsfläche | 46° 26′ 59,7″ N, 11° 17′ 15,8″ O                              | Errichtet 1524, Umbau im 17. Jahrhundert                        | | Eintrag im Monumentbrowser auf der Website des Südtiroler Landesdenkmalamts |
|      | 42         | Ensemble Kreuzweg |                                                               |                                                                 | | Datenblatt (PDF) Fläche: 2,5 ha |
|      | 42.01      | Ansitz Kreuzweg | Sillweg 5 46° 26′ 40″ N, 11° 15′ 44,3″ O                      |                                                                 | | Eintrag im Monumentbrowser auf der Website des Südtiroler Landesdenkmalamts |
|      | 42.02      | Garber | 46° 26′ 40,9″ N, 11° 15′ 42,1″ O                              |                                                                 | | Eintrag im Monumentbrowser auf der Website des Südtiroler Landesdenkmalamts |
|      | 42.03      | Straßenabschnitte in Kreuzweg |                                                               |                                                                 | | |
|      | 42.04      | Gasthof Kreuzwegerhof | 46° 26′ 44″ N, 11° 15′ 44,2″ O                                |                                                                 | | |
|      | 43         | Ensemble Kreit |                                                               |                                                                 | | Datenblatt (PDF) Fläche: 19,6 ha |
|      | 43.01      | Ansitz Kreit und St.-Anton-Abt-Kapelle samt umliegenden Kulturgrund und Zufahrtswegen | 46° 26′ 28,5″ N, 11° 15′ 57,3″ O                              | Ende 16. Jahrhundert                                            | | Eintrag im Monumentbrowser auf der Website des Südtiroler Landesdenkmalamts |
|      | 44         | Ensemble Matschatsch |                                                               |                                                                 | | Datenblatt (PDF) Fläche: 3,8 ha |
|      | 44.01      | Schloß Matschatsch mit Park | 46° 26′ 18,7″ N, 11° 14′ 0,6″ O                               | Ende 19. Jahrhundert                                            | | Eintrag im Monumentbrowser auf der Website des Südtiroler Landesdenkmalamts |
|      | 44.02      | Gasthof Matschatsch | 46° 26′ 22,6″ N, 11° 13′ 55,5″ O                              |                                                                 | | |
|      | 45         | Ensemble Montiggl |                                                               |                                                                 | | Datenblatt (PDF) Fläche: 8,8 ha |
|      | 45.01      | Historischer Ortskern |                                                               |                                                                 | | |
|      |            | Obertissner in Montiggl | 46° 25′ 4,9″ N, 11° 16′ 36,2″ O                               | 17. Jahrhundert                                                 | | Eintrag im Monumentbrowser auf der Website des Südtiroler Landesdenkmalamts |
|      |            | Oberhabsberger in Montiggl | 46° 25′ 5,3″ N, 11° 16′ 40,2″ O                               | 13. Jahrhundert, später erweitert                               | | Eintrag im Monumentbrowser auf der Website des Südtiroler Landesdenkmalamts |
|      |            | Unterer Pardeniger in Montiggl | 46° 25′ 2,9″ N, 11° 16′ 39,4″ O                               |                                                                 | | Eintrag im Monumentbrowser auf der Website des Südtiroler Landesdenkmalamts |
|      |            | Untertissner in Montiggl | 46° 25′ 1,7″ N, 11° 16′ 35,8″ O                               |                                                                 | | Eintrag im Monumentbrowser auf der Website des Südtiroler Landesdenkmalamts |
|      | 45.02      | Kirche zu den Heiligen Drei Königen und Feuerwehrhaus | 46° 25′ 3,8″ N, 11° 16′ 37,6″ O                               | 15. Jahrhundert                                                 | | Eintrag im Monumentbrowser auf der Website des Südtiroler Landesdenkmalamts |
|      | 45.03      | Umliegendes Landwirtschaftsgebiet |                                                               |                                                                 | | |
|      | 46         | Ensemble Girlan – Villa Tabarelli |                                                               |                                                                 | | Datenblatt (PDF) Fläche: 0,8 ha |
|      | 46.01      | Villa Tabarelli mit Garten und umgebende Hügellandschaft | 46° 27′ 50,5″ N, 11° 17′ 27,9″ O                              | 1967/1969                                                       | Carlo Scarpa | Das Konzept des Architekten war es, eine Pergola als Modul für die Form der Villa zu verwenden und die Villa aufgrund dieser Module in die terrassierte Rebenlandschaft einzubetten. |
|      | 47         | Ensemble Girlan – Marklhof |                                                               |                                                                 | | Datenblatt (PDF) Fläche: 5 ha |
|      | 47.01      | Gasthof ”Marklhof” samt Landwirtschaftsbetrieb und umliegenden Rebanlagen | 46° 27′ 55,5″ N, 11° 17′ 44,3″ O                              |                                                                 | | Die Anhäufung der architektonischen Gestaltungselemente im Bereich des Zugangs verleihen dem Gebäudekomplex einen besonders vornehmen Charakter. |